# イザベル・ファーマン
イザベル・ファーマン（Isabelle Fuhrman, 1997年2月25日 - ）は、アメリカ合衆国の女優。身長162cm。映画「エスター」シリーズのエスター役で知られる。

## 生い立ちと私生活
ワシントンD.C.でロシア系アシュケナジムの家庭に生まれ、ジョージア州アトランタで育った。母親はジャーナリストのエリナ・ファーマン、父親はウィスコンシン州デーン郡の共和党議長を務めていたニック・ファーマン、姉はシンガーソングライターのマダリン・ファーマンである。

## キャリア
7歳のときにカートゥーン・ネットワークの『Cartoon Friday』に出演。2008年、『ゴースト 〜天国からのささやき』での演技によりヤング・アーティスト賞にノミネートされた。
2009年には、ピーター・サースガードとヴェラ・ファーミガと並んで映画『エスター』のエスター役で主演を果たし、知名度を上げる。
2012年には『ハンガー・ゲーム』では残忍で殺人を楽しむクローヴ役を好演。

## 人物
- 好きな女優はオードリー・ヘプバーン。
- 好きな音楽アーティストはビートルズ。
- 好きな動物は犬とハムスター。

## 出演作品
※太字表記は主演。

### 映画
| 年   | 作品名                                                                   | 役名                        | 備考                               |
| ---- | ------------------------------------------------------------------------ | --------------------------- | ---------------------------------- |
| 2007 | Hounddog                                                                 | グラスホッパー              |                                    |
| 2009 | エスター Orphan                                                          | エスター                    |                                    |
| 2009 | Children of the Corn                                                     |                             | 声の出演 テレビ映画                |
| 2010 | サミーとシェリー 七つの海の大冒険 Sammy's Adventures: The Secret Passage | シェリー（米国版吹替）      |                                    |
| 2011 | サルベーション Salvation Boulevard                                       | アンジー・ヴァンダーヴィア  | 日本劇場未公開                     |
| 2011 | コクリコ坂から From Up on Poppy Hill                                     | 小松崎 空（英語版吹替）     |                                    |
| 2012 | ハンガー・ゲーム The Hunger Games                                        | クローヴ                    |                                    |
| 2013 | アフター・アース After Earth                                             | レイナ                      | クレジットなし                     |
| 2014 | 雪の女王 新たなる旅立ち Snezhnaya koroleva 2. Perezamorozka              | アルフィダ（英語版吹替）    | ロシアのアニメーション映画         |
| 2016 | セル Cell                                                                | アリス                      | 日本公開は2017年2月                |
| 2016 | マックス&エリー 15歳、ニューヨークへ行く! Dear Eleanor                   | マックス                    | 日本劇場未公開                     |
| 2016 | ワン・ナイト One Night                                                   | ビア                        | 日本劇場未公開                     |
| 2018 | ダーク・スクール Down a Dark Hall                                        | イジー                      |                                    |
| 2021 | エスケープ・ルーム2:決勝戦 Escape Room: Tournament of Champions          | クレア                      | エクステンデッド・エディションのみ |
| 2022 | エスター ファースト・キル Orphan: First Kill                             | エスター / リーナ・クラマー |                                    |
| 2024 | ノーヴィス The Novice                                                    | アレックス                  |                                    |
| TBA  | Untitled Orphan third movie                                              | エスター / リーナ・クラマー |                                    |

### テレビシリーズ
| 年        | 作品名                                            | 役名                 | 備考         |
| --------- | ------------------------------------------------- | -------------------- | ------------ |
| 2008      | ゴースト 〜天国からのささやき Ghost Whisperer     | グレッチェン・デニス | シーズン4    |
| 2011      | ジャッジメント 〜NY法廷ファイル〜 The Whole Truth | リリック・バーン     | シーズン1    |
| 2015-2016 | マスターズ・オブ・セックス Masters of Sex         | テッサ・ジョンソン   | シーズン3と4 |